# أرثا

تسلسل ماسلو الهرمي للاحتياجات

أرثا أو آرثا أو آرْثْ أو أرتا (بالإنجليزية: Artha)‏، (بالسنسكريتية: अर्थ)‏، والمُصطلح يعني "الغِنى الدُّنيوي أو وسائل الحياة أو القوة والثروة"؛ وهي آنياً الأشياء والممتلكات المادية، وفي المآل هي النجاح أو المركز الاجتماعي السامي، وهي الهدف المسموح الثاني من بين أربعة أهداف للإنسان في الفلسفة الهندية. والأهداف الأربعة الأساسية هي: دارما Dharma، أي العيش الفاضل أو الورع؛ وآرثا، أي وسائل الحياة؛ وكاما Kama، أي المُتعة؛ وموكشا Moksha، أي تحرير النفس. وبتعبير آخر، فهي تشمل الحياة المهنية، والمهارات، والصحة، والثروة، والرخاء، والوسائل أو الموارد اللازمة لحياة مُرضية. وتُسمى هذه الأهداف الأربعة غير الحصرية للحياة معًا بوروسارثا أو بُروشارت(أ).
تُترجم كلمة آرثا حرفيًا على أنها "معنى أو مفهوم أو هدف أو غرض أو جوهر" اعتمادًا على السياق. وهو أيضًا مفهوم أوسع دلالة في الكتب المقدسة للهندوسية والبوذية والجاينية. وكمفهوم، فهو له معانٍ متعددة، جميعها تشير ضمنًا إلى "وسائل الحياة"، والأنشطة والموارد التي تمكن المرء من أن يكون في الحالة التي يريد أن يكون عليها.
تنطبق الآرثا على كل من الفرد والحكومة. في سياق الفرد، تشمل الثروة والوظيفة والنشاط لكسب العيش والأمن المالي والازدهار الاقتصادي. ويعتبر السعي الصحيح للآرثا هدفًا مهمًا لحياة الإنسان في الهندوسية. وعلى المستوى الحكومي، يشمل الشؤون الاجتماعية والقانونية والاقتصادية والدنيوية. وتعتبر آرثا شاسترا(ب) الأخلاقية هدفًا مهمًا وضروريًا للحكومة.

## التعريف والمعنى
يصف جيمس لوتشتيفيلد آرثا بأنه وسيلة الحياة، ويتضمن الرخاء المادي. ويشرحها كارل بوتر على أنها موقف وقدرة تمكن الفرد من كسب لقمة عيشه، والبقاء على قيد الحياة، والازدهار كشخص حر. ويشمل الرخاء الاقتصادي والأمن والصحة للنفس ولمن يشعر بالمسؤولية تجاههم. وتتضمن آرثا كل شيء في بيئة الفرد يسمح له بالعيش. إنه ليس حالة نهائية ولا هدفًا لا نهاية له لتكديس الأموال بلا هدف، كما يدعي كارل بوتر، بل هو موقف ومتطلبات ضرورية للحياة البشرية.
يأخذ جون كولر وجهة نظر مختلفة عن تفسير كارل بوتر. يقترح جون كولر أن أرثا ليس موقفًا، بل هو أحد ضروريات الحياة البشرية. يدعي كولر أن الفرضية المركزية للفلسفة الهندوسية هي أن كل شخص يجب أن يعيش حياة سعيدة وممتعة، وأن هذه الحياة المُرضية تتطلب الاعتراف باحتياجات ورغبات كل شخص والوفاء بها، وأنه لا يمكن تلبية الاحتياجات إلا من خلال النشاط وعندما تتوفر وسائل كافية لتلك الأنشطة. إذن، أفضل وصف لآرثا هو السعي وراء الأنشطة والوسائل الضرورية لحياة سعيدة وممتعة.
يجادل دايا كريشنا بأن آرثا، وكذلك مفهوم بُروشارت، هي أسطورة. يشير كريشنا إلى أن المدارس المختلفة والنصوص السنسكريتية القديمة لا تقدم أي رأي متفق عليه، بل إنها تقدم نقاشًا وتنوعًا في وجهات النظر حول معنى آرثا وبورسارثا. توجد أيضًا تناقضات وآيات متضاربة داخل نفس النص، مثل مانوسمريتي. تشير بعض النصوص الهندية القديمة إلى أن الأرثا هي أدوات تمكن من إشباع الرغبات؛ بعضها يشمل الثروة، والبعض الآخر يشمل السلطة، وبعضها مثل مدارس البهاكتي تتضمن أدوات لمحبة الله. يقترح كريشنا أن بعضًا من هذا يعكس الاختلافات في احتياجات الإنسان. ربما، حسب تخمينات كريشنا، فإن آرثا هي مجرد مجموعة فرعية من كاما وكارما.
يعرّف فاتسيايانا في كاما سوترا آرثا بأنه اكتساب الفنون والأرض والماشية والثروة والمعدات والأصدقاء. ويوضح أن آرثا هو أيضًا حماية ما تم اكتسابه بالفعل، وزيادة ما هو محمي.
يشرح جافين فلود أرثا على أنها "نجاح دنيوي" دون انتهاك دارما (المسؤولية الأخلاقية)، وكاما (الحب) ورحلة الفرد نحو موكشا (التحرر الروحي). يوضحفلود أن آرثا في الأدب الهندوسي القديم، وكذلك بُروشارت، يُفهم بشكل أفضل على أنها هدف الإنسان (وليس الإنسان). وبعبارة أخرى، فهو أحد المقاصد الأربعة لحياة الإنسان. إن بقاء البشر وازدهارهم يتطلب آرثا، أي النشاط الاقتصادي، والثروة وخلقها، والنجاح الدنيوي، والربح، والنجاح السياسي، وكل ما هو ضروري للوجود الإنساني.

## تاريخ
تظهر كلمة آرثا في أقدم الكتب المقدسة المعروفة في الهند. ومع ذلك، فإن المصطلح يشير ضمنًا إلى "الغرض"، أو الهدف، أو "الغاية" من شيء ما، غالبًا كهدف للتضحيات الطقسية. بمرور الوقت، تطورت آرثا إلى مفهوم أوسع في العصر الأوبنشادي. تم تضمينه لأول مرة كجزء من مفهوم تريفارجا "Trivarga" (ثلاث فئات من الحياة البشرية - دارما وأرثا وكاما)، والتي توسعت بمرور الوقت إلى مفهوم كاتورفارجا (أربع فئات، بما في ذلك موكشا). يُشار إلى كاتورفارجا (Caturvarga) أيضًا باسم بُروشارت.
شرحت مدرسة ميمامسا الهندوسية أرثا ودارما وكاما من خلال إجراء مقارنة بين بُروشارت وكراتفارثا (Kratvartha). فقالت إنَّ بُروشارت هو الغرض البشري من ياجنا، في حين أنَّ كراتفارثا هو الغرض القرباني من ياجنا. ولقد ميزت وأوضحت أنَّ جميع أفعال الإنسان لها تأثيران: أولاً، إنَّ كل فعل، بحد ذاته، مُؤثِّرٌ بغض النظر عن الذي فعله؛ ثانيًا، كل فعل له معاني وآمال ورغبات إنسانية ويؤثر على كل فاعل بطريقة شخصية، بمعنى آخر، الأفعال ليس لها مجرد تأثير خارجي، بل لها أيضًا تأثير داخلي على الفاعل نفسه، وذلك من خلال المعاني والآمال والأماني التي تتعلق بهذا الفعل. وأوضح جايميني في القرن الثالث قبل الميلاد أن هذا المعنى الإنساني لا يمكن فصله عن الهدف الإنساني. وفالا (ثمرة، نتيجة) التضحية مضمنة في أرثا (المعنى والغرض) من التضحية. وتؤمن مدرسة الميمامسا بأن الغرض الرئيسي للإنسان هو أداء الأعمال الدينية والشعائر والتضحيات المطلوبة والتي تأتي من التوجيهات الفيدية الوحيانية. وهذا الامتثال للشعائر يعتبر وسيلة للوصول إلى الجنة أو السعادة الأبدية في الحياة بعد الموت.

أما المدارس الهندوسية الأخرى، مثل مدارس اليوغا والفيدانتا، فقد اختلفت مع مدرسة ميمامسا. لقد رأوا بأن الطقوس والتضحيات هي وسائل وليست غايات. فبدلاً من التركيز على أداء الشعائر والتضحيات، ركزوا على الجهد الشخصي واكتساب المعرفة. كما نقلوا اهتمامهم من مفهوم الجنة إلى مفهوم الموكشا، الذي هو التحرر النهائي من دورة إعادة الميلاد. وأيضًا نقلوا اهتمامهم من الحرية بعد الموت إلى الحرية في هذه الحياة الدنيا. وبدلاً من اعتبار الإنسان مجرد جزء في عملية الكون الواسعة، تعتبر مدارس اليوغا والفيدانتا الإنسان ككيان يمتلك قيمته وغرضه الخاص، وأنه يمكنه تحقيق التحرر والتنوير الروحي بمفرده. على سبيل المثال، آيتاريا أرانياكا تقول:
إنه يعرف الغد، يعرف العالم وما ليس منه.
بالفاني يرغب في الخالد، إذ هو موهوب بهذا.
الإنسان هو البحر، وهو فوق كل العالم.
وأيًا كان ما يصل إليه فهو يرغب في تجاوزه.(ج)

-  ايتاريا أرانياكا، II.1.3
بعد ذلك جاء ازدهار الأدب الشاستري حول أرثا وأهداف أخرى للبشر: دارما في دارماشاستراس، وأرثا في أرثاشاستراس، وكاما في كاماشاستراس (كاماسوترا جزء من الخلاصة). تقدم المدارس الهندوسية المختلفة وجهات نظر مختلفة حول آرثا، تمامًا مثل الدارما والكارما والموكشا. معظم الأدب التاريخي للهند القديمة منذ حوالي القرن الخامس قبل الميلاد وما بعده، يتشابك مع الأهداف الأربعة للبشر. العديد من الأوبنشاد وكذلك الملاحم الهندية - رامايانا وماهابهاراتا - تناقش وتستخدم الكلمات دارما وأرثا وكاما وموكشا كجزء من موضوعاتها الخاصة. حتى سوبهاسيتاس، الأدب الهندي المعرفي والتعليمي من الألفية الأولى والثانية الميلادية، يتضمن آرثا وثلاثة أهداف أخرى للحياة البشرية.

## الأسبقية النسبية
يؤكد الأدب الهندي القديم على أن الدارما تأتي في المقام الأول. إذا تم تجاهل دارما، فإن آرثا وكاما – الربح والمتعة على التوالي – يؤديان إلى الفوضى الاجتماعية. غوتاما دارماشاسترا، وأباستامبا دارماسوترا، وياجنيافالكيا سمري، كأمثلة، تشير جميعها إلى أن دارما تأتي أولاً وهي أكثر أهمية من أرثا وكاما.
يدرك فاتسيايانا، مؤلف كاماسوترا، القيمة النسبية لثلاثة أهداف على النحو التالي: آرثا أكثر أهمية ويجب أن تسبق كاما، في حين أن دارما أكثر أهمية ويجب أن تسبق كلاً من كاما وأرثا. ومع ذلك، هناك مَن يرى أن آرثا هو الأساس للاثنين الآخرين. وبدون الرخاء والأمن في المجتمع أو على المستوى الفردي، تصبح الحياة الأخلاقية والشهوانية صعبة. الفقر يولد الرذيلة والكراهية، في حين أن الرخاء يولد الفضائل والحب، كما اقترح كوتيليا. ويضيف كوتيليا أن الثلاثة مرتبطون ببعضهم البعض، ولا ينبغي للمرء أن يتوقف عن الاستمتاع بالحياة، أو السلوك الفاضل، أو السعي وراء تكوين الثروة. إن السعي المفرط إلى جانب واحد من جوانب الحياة مع الرفض التام للجانبين الآخرين، يضر بالجوانب الثلاثة بما في ذلك الجانب الذي يتم السعي وراءه بشكل مفرط.

## الأهمية المعاصرة
يقترح جافين فلود أن المفاهيم المضمنة في بُروشارت، والتي تتضمن أرثا، تعكس فهمًا عميقًا ورؤى ثاقبة للطبيعة البشرية، والصراعات التي يواجهها جميع البشر حتمًا. إنها محاولة للاعتراف بالتنوع وتشجيعه على فهم التنوع مع السعي إلى التماسك بين الناس، بدلاً من إنكار جانب أو أكثر من جوانب الحياة البشرية أو فرض مبدأ وقانون معين على الناس.
يقترح دونالد ديفيس أن آرثا وكاما ودارما هي أهداف إنسانية قابلة للتطبيق على نطاق واسع، وتمتد إلى ما هو أبعد من الدراسات الهندوسية. إنها وجهة نظر هندية حول طبيعة الحياة البشرية، وهو منظور مشترك في الأدب الجايني والبوذي.

## الهوامش
أ. بُروشارت (Puruṣārtha) هو مفهوم أساسي في الهندوسية، ويشير إلى الغايات أو الأهداف الأربعة الصحيحة لحياة الإنسان.
ب. آرثا شاسترا (Arthashastra) هي أطروحة باللغة السنسكريتية الهندية القديمة حول فن الحكم والعلوم السياسية والسياسة الاقتصادية والاستراتيجية العسكرية.
ج. هذا النص يعبر عن فهم عميق للعالم وتطلع مستمر. إنه يعلم ما سيحدث في المستقبل ويدرك تفاصيل العالم وما يتجاوز العالم الظاهر. بواسطة تجاربه وتفكيره، يتوق الإنسان إلى شيء يتعدى الحدود المؤقتة والمعتادة، ويسعى لتحقيق التميز والبقاء. إن الإنسان يشبه البحر في عمقه واستمراريته، حيث يرتفع فوق كل جزء من العالم وما يحتويه. وبغض النظر عن ما يصل إليه من إنجازات، يظل دائمًا متطلعًا للمزيد ويرغب في تجاوز الحدود المعروفة.